# Кармін (Плешевський повіт)
Кармін (пол. Karmin) — село в Польщі, у гміні Добжиця Плешевського повіту Великопольського воєводства.
Населення — 449 осіб (2011).
У 1975-1998 роках село належало до Каліського воєводства.

## Демографія
Демографічна структура станом на 31 березня 2011 року:
|          | Загалом | Допрацездатний вік | Працездатний вік | Постпрацездатний вік |
| -------- | ------- | ------------------ | ---------------- | -------------------- |
| Чоловіки | 213     | 58                 | 145              | 10                   |
| Жінки    | 236     | 64                 | 137              | 35                   |
| Разом    | 449     | 122                | 282              | 45                   |